# Riefler-Pendel

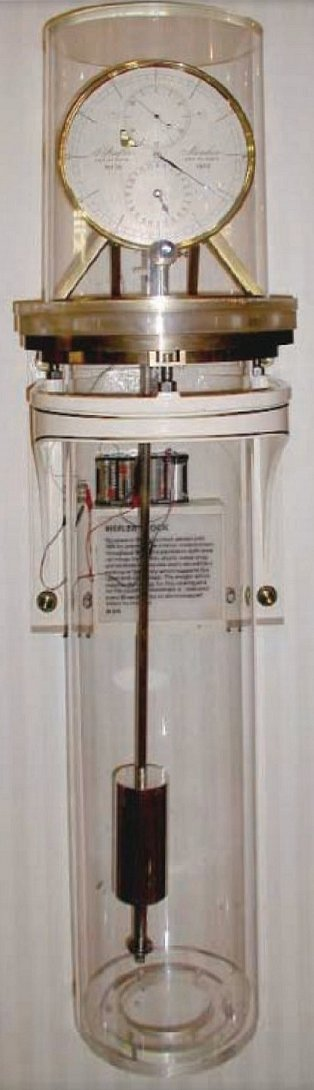
Präzisionspendeluhr mit Rieflerpendel der Firma Clemens Riefler; mit einer Gangabweichung von ±15 ms/Tag ist sie eine der präzisesten je gebauten mechanischen Uhren

Das Riefler-Pendel ist ein temperaturkompensiertes Pendel für Pendeluhren, das um 1880 vom Physiker und Präzisionsuhrmacher Sigmund Riefler entwickelt wurde.
Er ließ sich eine Konstruktion patentieren, die die Temperaturkompensation einfacher erreicht als die bis dahin üblichen Rostpendel.

## Beschreibung
Das Riefler-Pendel vereinfachte die Temperaturkompensation, mit der bei Pendeluhren eine Ganggenauigkeit von weniger als einer Zehntelsekunde Abweichung pro Tag erreicht werden konnte.
Das wurde durch eine Pendelstange aus dem neu entwickelten Invar-Stahl möglich. Durch dessen geringe Wärmeausdehnung ließ sich die Kompensation mit einem Ausgleichselement sehr viel geringerer Länge erreichen, verglichen mit dem schon länger bekannten Rostpendel. Die Pendelstange besteht dabei aus Invar, und darüber ist als Ausgleichselement eine Hülse geschoben, die aus einem Stoff mit größerer Wärmeausdehnung, z. B. Messing, besteht. Die Pendellinse ruht auf dem oberen Hülsenende, und die Hülse liegt wiederum auf einem Abschlussstück (Mutter) am unteren Ende der Pendelstange auf.
Da der Invar-Stahl noch nicht mit genügend exakt reproduzierbarer Wärmedehnung hergestellt werden konnte, schlug Riefler vor, mindestens zwei zur Kompensation dienende Hülsen hintereinander einzusetzen und diese je nach erforderlicher Kompensation aus unterschiedlichen Werkstoffen zu kombinieren. Die Gesamtlänge der Hülse bleibt dabei gleich, und die Kompensation kann in einem weiten Bereich justiert werden, ohne die Pendellänge zu ändern.
Weitere Maßnahmen zur Verbesserung der Ganggenauigkeit waren die Federkrafthemmung (Sigmund Riefler 1889) und die Schwerkrafthemmung von Fa. Clemens Riefler (1913). Die Uhrengehäuse wurden teil-evakuiert und schwingungsgedämpft.
Um 1900, als die Astronomen und Zeitdienste Ganggenauigkeiten von 0,01 Sekunden Abweichung pro Tag anstrebten, wurden die meisten beweglichen Teile und das Zifferblatt (mit justierbarer Zeigerreibung) in eine synchronisierte Nebenuhr ausgelagert und die Hauptuhr vollständig evakuiert, wodurch man 1920 bereits Ganggenauigkeiten von nur noch einigen Millisekunden Abweichung pro Tag erreichte. Siehe hierzu Shortt-Uhr.